# Grêmio Foot-Ball Porto Alegrense (futebol feminino)
A equipe de futebol feminino do Grêmio Foot-Ball Porto Alegrense, mais conhecida como Mosqueteiras, é sediada em Porto Alegre, no Rio Grande do Sul. Fundada em setembro de 1983, a equipe é pentacampeã do Campeonato Gaúcho.

## História
O Grêmio iniciou às atividades na modalidade em setembro de 1983, porém de forma amadora e pouco institucionalizada, assim sendo encerradas poucos meses depois de sua formação.
O time feminino retornou em 1997, com a criação do departamento de futebol feminino de forma oficial, a pedido do então presidente Luiz Carlos Pereira Silveira Martins (Cacalo), para disputar o Campeonato Gaúcho Feminino daquele ano..
O primeiro título das Gurias veio de forma invicta em 1998, com a conquista da II Copa Inverno de Gramado sobre o Internacional com o placar de 5 a 2. Neste mesmo ano, também conquistaram a Copa 90 Anos de Pelotas.
Apenas dois anos mais tarde que viria o primeiro título expressivo, o Campeonato Gaúcho de 2000, o bi-campeonato veio na sequência em 2001, e no mesmo ano as gremistas realizaram uma campanha notável no Campeonato Brasileiro, alcançado as semifinais, perdendo para o Santa Isabel de Ubá de Minas Gerais por 2 a 1.
Em 2002 as Gurias ainda conquistaram em Curitiba a Copa Sul sobre o Internacional por 2 a 1. Neste mesmo ano por falta de patrocinadores, o departamento foi fechado.
A equipe feminina foi novamente reativada em 2016, através de uma parceria com a Associação Gaúcha de Futebol Feminino (AGFF), para a disputa da Série A1 do Campeonato Brasileiro. O retorno foi devido as obrigatoriedades do novo estatuto da CONMEBOL, que definiria que as equipes que disputarem a Copa Sul-Americana ou Copa Libertadores precisariam se adequar às regras de licenciamento. Dentre elas, estava a obrigação de ter uma equipe de futebol feminino, entrando em vigência a partir de 2019.
Portanto, em 2017, o departamento de futebol feminino do Grêmio reabriu e participou do Campeonato Gaúcho e do Campeonato Brasileiro. No Campeonato Gaúcho as Gurias ficaram com o vice-campeonato. Já no Brasileiro, a má campanha no Grupo 1, culminou no rebaixamento para a Série A2 da competição.
Em 2018, o Grêmio assumiu inteiramente a direção da equipe feminina, com o objetivo de preparar e moldar uma equipe competitiva para os anos seguintes, no mesmo ano, o clube após dezessete anos foi campeão gaúcho sobre o Internacional em pleno Estádio Beira-Rio após empate nos dois jogos e decisão nos pênaltis, vencendo por 5 a 3.
Em 2019, as gremistas conseguiram o acesso à primeira divisão nacional após superar o América Mineiro nas quartas de final.
Em 2020 e 2021, o Grêmio foi eliminado nas quartas de final da Série A1. Nesse período, o clube foi vice-campeão estadual três vezes.
Em 2022, as Gurias foram vice-campeãs da Supercopa do Brasil, superadas pelo Corinthians na final por 1–0. E ainda foram tetracampeãs do Gauchão ao vencer o Internacional na final por 4–1, quebrando um jejum de títulos do Campeonato Gaúcho desde 2018 e também um jejum de vitórias em clássicos Grenal desde 2017.
Em 2024, o clube conquistou o quinto título gaúcho, novamente em cima do Internacional, com uma vitória por 2–0 fora de casa e empate por 1–1 na Arena do Grêmio. Após a conquista do Gauchão, o time foi a São Paulo para a disputa da Ladies Cup, na competição, as Gurias se classificaram em primeiro no seu grupo, foram para final onde enfrentaram o Bahia no Estádio Canindé. Após empate em 1–1 no tempo normal, e 2–1 a favor das gremistas nas penalidades, o Grêmio sagrou-se pela primeira vez campeão da competição.

## Títulos
| REGIONAIS                                   | REGIONAIS                  | REGIONAIS | REGIONAIS                     |
|                                             | Competição                 | Títulos   | Temporadas                    |
| ------------------------------------------- | -------------------------- | --------- | ----------------------------- |
| Rio Grande do Sul · Santa Catarina · Paraná | Copa Sul                   | 1         | 2002                          |
| ESTADUAIS                                   |                            |           |                               |
|                                             | Competição                 | Títulos   | Temporadas                    |
| Rio Grande do Sul                           | Campeonato Gaúcho          | 5         | 2000, 2001, 2018, 2022 e 2024 |
| AMISTOSOS                                   |                            |           |                               |
|                                             | Competição                 | Títulos   | Temporadas                    |
| Brasil · Uruguai                            | Copa Mercosul              | 1         | 2001                          |
| Brasil                                      | Ladies Cup                 | 1         | 2024                          |
| Rio Grande do Sul                           | Copa de Inverno de Gramado | 1         | 1998                          |
| Rio Grande do Sul                           | Copa 90 Anos de Pelotas    | 1         | 1998                          |

### Categoria Sub-20
- Ladies Cup: 2023[22]

### Categoria Sub-17
- Campeonato Brasileiro: 2023[23]
- Campeonato Gaúcho: 2024[24]

### Categoria Sub-16
- Santos Cup: 2 (2019 e 2021[25])
- Copa Sul-Brasileira Dalponte: 2021[26]

### Categoria Sub-15
- Torneo Argentinito de San Carlos: 2024[27]
- Campeonato Gaúcho: 2024[28]

### Categoria Sub-14
- Copa Sul-Brasileira Dalponte: 2021[29]

### Categoria Sub-12
- Mundial Ibercup: 2020[30]
- Torneo Argentinito de San Carlos: 2024[31]

## Estatísticas
|  | Participações em 2025 |

| Competição        | Competição                      | Temporadas | Melhor campanha           | Estreia | Última |
| Rio Grande do Sul | Campeonato Gaúcho               | 16         | Campeão (5 vezes)         | 1983    | 2025   |
| Brasil            | Campeonato Brasileiro           | 7          | 7ª colocado (2021 e 2024) | 2017    | 2025   |
| Brasil            | Série A2                        | 2          | 4ª colocado (2019)        | 2018    | 2019   |
| Brasil            | Taça Brasil de Futebol Feminino | 3          | 4ª colocado (2001)        | 1998    | 2001   |

### Desempenho em Competições
| \| Ano \| 1983 \| 1997 \| 1998 \| 1999 \| 2000 \| 2001 \| 2002 \| 2017 \| 2018 \| 2019 \| \| ---- \| ---- \| ---- \| ---- \| ---- \| ---- \| ---- \| ---- \| ---- \| ---- \| ---- \| \| Pos. \| 2º \| 3º \| 2º \| 2º \| 1º \| 1º \| 2º \| 2º \| 1º \| 2º \| \| Ano \| 2020 \| 2021 \| 2022 \| 2023 \| 2024 \| 2025 \| \| \| \| \| \| Pos. \| 2º \| 2º \| 1º \| 2º \| 1º \| –º \| \| \| \| \| |      |      |      |      |      |      |      |      |      |      |
| Ano | 1983 | 1997 | 1998 | 1999 | 2000 | 2001 | 2002 | 2017 | 2018 | 2019 |
| Pos. | 2º   | 3º   | 2º   | 2º   | 1º   | 1º   | 2º   | 2º   | 1º   | 2º   |
| Ano | 2020 | 2021 | 2022 | 2023 | 2024 | 2025 |      |      |      |      |
| Pos. | 2º   | 2º   | 1º   | 2º   | 1º   | –º   |      |      |      |      |

## Elenco atual
Última atualização: 6 de julho de 2025.

## Estádios
Desde abril de 2018, o Grêmio aluga o Estádio Antônio Vieira Ramos, em Gravataí, para treinos e jogos do seu time feminino. Em 2020, o clube reformou o gramado, que apresentava falhas e buracos.
Outros mandos
Além do Vieirão, as Gurias Gremistas mandam seus jogos no CT Hélio Dourado, em Eldorado do Sul. Em 25 de outubro de 2020, o time feminino jogou pela primeira vez na Arena do Grêmio contra o Corinthians, em jogo válido pelas quartas de final do Brasileirão Feminino.